# Marianne von Bressler
Marianne Elisabeth von Bressler (auch Breßler), geborene von Wierth (* 1690 in Wien; † 1728 in Breslau, Schlesien) war eine österreichische Dichterin.

## Leben
Marianne von Bressler wuchs als Tochter des ungarischen Adligen, Handelsmanns und kaiserlichen Verwalters Georg von Wierth († 1709) in Wien auf. Dort lernte sie den Breslauer Stadtrat und kaiserlichen Rat Ferdinand Ludwig von Bressler (4. Juli 1681–7. Mai 1722) kennen und heiratete ihn am 13. September 1713. Das Paar zog nach Breslau, wo ihr Mann als Staatsbeamter, Gelehrter und Herausgeber ein großes Ansehen genoss. Die beiden hatten fünf Kinder, von denen vier bereits im Kindesalter starben. 1722 starben darüber hinaus ihr Mann und ihr jüngster Sohn Karl Wilhelm. Die Trauer über diese Verluste verschriftlichte sie in den Briefgedichten an Marianne Ziegler.

## Literarisches Werk
Von Bressler verfasste vor allem Gelegenheitsgedichte zu bestimmten Anlässen, unter anderem auch für den kaiserlichen Hof. 
Außerdem sind Briefgedichte im Austausch mit der Dichterin Christiana Mariana von Ziegler erhalten. In diesen loben sie sich gegenseitig für ihre Gelehrsamkeit, sprechen sich Trost in Bezug auf Todesfälle in der Familie aus und zeigen, dass sie elegante Briefe schreiben können.
Auch schrieb sie drei Gedichte, die in der Neukirch’schen Sammlung veröffentlicht wurden. Die ersten beiden Gedichte sind Lobgedichte in Alexandrinern zur Ankunft und Abfahrt von Carl Friedrich Herzog von Schleswig-Holstein. Das dritte Gedicht in der Sammlung von Benjamin Neukirch ist ein Epikedeion zum Leichenbegräbnis ihrer Schwiegermutter.
Johann Christoph Gottsched veröffentlichte 1725 in seiner literarischen Zeitschrift Die vernünftigen Tadlerinnen eines ihrer Gedichte, das ebenfalls in Alexandrinern verfasst wurde. Darin erörtert Marianne von Bressler das schwierige Verhältnis von Frauen zur Dichtkunst. Sie beklagt, dass es Frauen an vielem mangle, um Meister im Dichten zu werden. Sie würden Ermutigung, Unterricht und Erziehung benötigen, was den Frauen aber enthalten werde. Jedoch erkannten wenige Männer das dichterische Potential der Frau, wie beispielsweise Georg Christian Lehms, der das Lexikon Teutschlands Galante Poetinnen verlegte. Sie schließt damit, dass ihre eigenen Verse ihr Ungeschick in der Dichtkunst aufzeigen könnten, denn »So find ich bey mir selbst hierzu zwar viel Verlangen, Doch wenig Fähigkeit und Naturel dabey.«